# Paspalum almum
Paspalum almum är en gräsart som beskrevs av Mary Agnes Chase. Paspalum almum ingår i släktet tvillinghirser, och familjen gräs. Inga underarter finns listade i Catalogue of Life.